# 謝罪

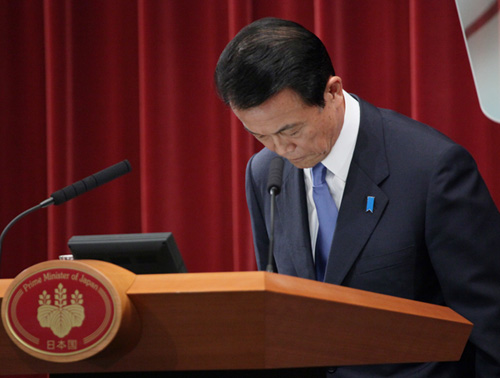
記者会見で頭を下げ、国民に謝罪する内閣総理大臣麻生太郎（2009年）

謝罪（しゃざい）とは、自らの非を認める行為である。
謝罪する側・される側共に、個人単位、団体単位、国家単位など様々な規模がある。謝罪は、本心の表出としてのものと、利害的・戦略的・打算的なものに分けられる。謝罪は謝罪をする人の社会における地位や影響力、性格、価値観、土地の風習、文化、国際的であるかどうかなどで、具体的な行為は種々さまざまである。謝罪は、健全な対人関係のための基本として、よく実践される。
なお、日本語でいう「詫び」とは、あくまでも、自分側に原因があるとみなされる出来事について相手の不満に共感を示すこととされ、自分の非を認めることまでは含意しないとされる。

## 謝罪に伴う行為
日本においては一般に口頭であるいは文書で謝罪の言葉を述べる、頭を下げるなどの行為がとられることが多い。団体であればトップが謝罪する。個人的に謝罪する、証人をつれて謝罪する、謝罪内容を文書化する、謝罪を公表する、テレビで謝罪するなど種々の方法がある。また、金銭や物品によって謝罪の意を示し、解決を図ることもある。しかしこれらの行為のみでは根本的な問題の解決には至らず、相手の悪感情を軽減するに留まる。場合によっては、自らの頭を丸刈りにしたり、謹慎したり、極端な場合、職を辞することもある。

## 謝罪の本態
謝罪する事の本態は、詫びた方、または詫びられた方、または双方の再出発の為の手続きや、セレモニー（儀式）である。通常はどちらかであり、問題の解決でない場合が普通である。

## 不祥事における謝罪
企業などの不祥事の場合は社会より誠意ある謝罪が求められる。この対応が不十分であれば不祥事以上に批判を浴びることになりかねない。しかしながら謝罪一辺倒で補償や賠償が不十分な場合や、対象に実質的な罰が与えられない場合も批判を浴びることがある。

## 歴史問題における謝罪
歴史問題における謝罪は主に国家が行った戦争や紛争、政策による被害者とされる側への謝罪である。不祥事等と較べ謝罪の必要性や加害者、被害者の定義が曖昧である為、加害者とされる側が謝罪を示したとしても被害者とされる側からは「謝罪ではない、謝罪が十分ではない」と批判されることがある。逆に加害者とされる側は謝罪すること自体を「弱腰、自虐的なこと」と批判することがある。

## 過度な謝罪要求
加害者の周囲を取り囲むなど、圧力をかけて謝罪させた場合には、刑法の強要罪に抵触する恐れがある。近年では顧客から事業者に対する土下座の強要などの過度な謝罪要求がカスタマーハラスメントとして問題化し、2024年には東京都などでカスタマーハラスメント防止条例が制定された。

## 誠意ある謝罪
一般的には真心が込められた謝罪のことをさすが、それ以上のものを要求している場合がある。
反社会的組織が「誠意を示せ」などと言う場合は金銭や物品を要求している場合がある。実際に金銭等を言葉に出して要求すると「恐喝」になってしまうため「誠意」という言葉で代用している。ただし「誠意」を使えば法に抵触しないわけではなく、恐喝（未遂）の容疑で逮捕される事例もある。
上記のようなケースや、留学や就職の際にアジア人として非明示的に差別されて濡れ衣を着せられたケースは別として、社会において謝罪は健全な人間関係の基礎であり、成功の基本条件である。言い換えれば、自分に責任があると心から信じていない限り、謝罪は逆効果になる可能性がある。謝罪を成功させるには四つの要素が必要である。過ちを認めて責任を取ること、言い訳をせずに過ちを犯した理由を説明すること、深い反省を表明すること、そして償いをすることを約束することである。

## 文献
- 吉田脩二『ヒトとサルのあいだ　精神（こころ）はいつ生まれたのか』2008年　文芸春秋 ISBN 978-4-16-369980-6